# Miani (langue)
Pour les articles homonymes, voir Miani.
Le miani est une langue papoue parlée en Papouasie-Nouvelle-Guinée, dans la province de Madang.

## Classification
Le miani est un des nombreux membres de la famille des langues croisilles, une des groupes des langues madang.

## Phonologie
Les  voyelles du miani sont :

### Voyelles
|         | Antérieure | Postérieure |
| ------- | ---------- | ----------- |
| Fermée  | i [i]      | u [u]       |
| Moyenne | e [e]      | o [o]       |
| Ouverte |            | ɑ [ɑ]       |

### Consonnes
Les consonnes du miani sont :
|            |        | Bilabiales | Alvéolaires | Alvéo-pal. | Vélaires |
| ---------- | ------ | ---------- | ----------- | ---------- | -------- |
| Occlusives | Sourde | p [p]      | t [t]       |            | k [k]    |
| Occlusives | Sonore | b [b]      | d [d]       |            | g [g]    |
| Fricative  | Sourde |            | s [s]       |            |          |
| Fricative  | Sonore | β [β]      |             | j [ʑ]      |          |
| Nasale     | Nasale | m [m]      | n [n]       |            |          |
| Roulée     | Roulée |            | r [r]       |            |          |

## Écriture
Le miani s'écrit avec l'alphabet latin.
| Caractère     | Caractère | Caractère | Caractère | Caractère | Caractère | Caractère | Caractère | Caractère | Caractère | Caractère | Caractère | Caractère | Caractère | Caractère | Caractère | Caractère |
| ------------- | --------- | --------- | --------- | --------- | --------- | --------- | --------- | --------- | --------- | --------- | --------- | --------- | --------- | --------- | --------- | --------- |
| a             | b         | d         | e         | g         | i         | j         | k         | m         | n         | o         | p         | r         | s         | t         | u         | v, w      |
| Prononciation |           |           |           |           |           |           |           |           |           |           |           |           |           |           |           |           |
| ɑ             | b         | d         | e         | g         | i         | ʑ         | k         | m         | n         | o         | p         | r         | s         | t         | u         | β         |

## Sources
- (en) Jean May, 2011, Miani Organized Phonological Data, manuscrit, Ukarumpa, SIL International.